# 道奇鎮區 (愛荷華州尤寧縣)
道奇鎮區（英語：Dodge Township）是位於美國愛荷華州猶尼昂縣的一個行政鎮區。

## 地方資料
根據2010年美國人口普查的數據，道奇鎮區的面積為91.83平方千米，當中陸地面積為91.64平方千米，而水域面積為0.19平方千米。當地共有人口209人，而人口密度為每平方千米2.28人。